# Suore di Sant'Anna (Bangalore)
Le Suore di Sant'Anna (in inglese Sisters of Saint Anne; sigla S.A.B.) sono un istituto religioso femminile di diritto pontificio.

## Storia
La congregazione fu fondata dal vescovo Étienne-Louis Charbonnaux, delle missioni estere di Parigi, vicario apostolico di Mysore: nel 1857 diede inizio a un'associazione di ausiliarie indiane che aggregò al convento del Buon Pastore, aperto a Bangalore nel 1854 dopo i suoi contatti con Maria di Sant'Eufrasia Pelletier.
Presso ogni convento del Buon Pastore in India esisteva un gruppo di suore di Sant'Anna, dedite alla cura degli orfani e alle opere di carità. Le suore emettevano voti annuali e nel 1947 fu stabilito che, dopo sei anni di voti temporanei, le suore avrebbero potuto emettere i voti perpetui.
Ottenuto il nihil obstat della congregazione di Propaganda fide, il 21 novembre 1959 Thomas Pothacamury, arcivescovo di Bangalore, emise il decreto di erezione canonica dell'istituto, che si staccò definitivamente dalla congregazione del Buon Pastore.

## Attività e diffusione
Le suore si dedicano all'insegnamento, alla cura degli orfani e ad altre opere di carità.
Oltre che in India, sono presenti in Germania, Stati Uniti d'America e Tanzania; la sede generalizia è a Bangalore.
Alla fine del 2015 l'istituto contava 681 religiose in 103 case.